# Stadio Romeo Menti (Vicenza)
Stadio Romeo Menti – stadion piłkarski położony w Vicenzy (Włochy). Na co dzień gra tutaj Vicenza Calcio. Stadion mógł pomieścić 20 920 osób, ale ze względu na włoskie przepisy dotyczące stadionów zredukowano liczbę miejsc do 9 990.